# Norwegian Air UK
Norwegian Air UK era una filial de la compañía noruega Norwegian Air Shuttle con AOC británico. Su hub se encontraba en el aeropuerto de Londres-Gatwick. La aerolínea volaba a destinos en Europa, Asia y Sudamérica, con una flota conformada íntegramente por aviones Boeing.  

## Historia
En 2015, las autoridades británicas autorizaron el Certificado de Operador Aéreo (AOC) a Norwegian Air UK. Tras esto, la aerolínea solicitó permiso al United States Department of Transportation para poder iniciar rutas entre Reino Unido y los Estados Unidos de América, este permiso fue finalmente otorgado en el año 2017 permitiendo el inicio de las rutas a Estados Unidos ese mismo año. Hasta el 25 de marzo de 2018, las rutas a Estados Unidos de Norwegian Air UK fueron operadas por la filial del grupo Norwegian Long Haul. Previo a esto, la aerolínea solo operaba rutas europeas a destinos como Barcelona, Niza, Oslo, Palma de Mallorca o Tenerife Sur con su AOC británico desde su hub en London-Gatwick.
En septiembre de 2017, inició la ruta Londres (LGW) - Singapur.
En febrero de 2018, la filial británica comenzó el servicio regular a Buenos Aires (EZE) desde Gatwick. Esta ruta estaba prevista para enlazar con la red de destinos de Norwegian Air Argentina.
En enero de 2021, Norwegian Air Shuttle anunció el cese de todas las operaciones de largo radio y la liquidación de Norwegian Air UK.

## Antiguos destinos
Norwegian Air UK operó los siguientes destinos antes de la suspensión inicial de sus operaciones en marzo de 2020 debido al impacto de la pandemia de COVID-19 en la aviación. Se esperaba que algunas operaciones se reanudaran gradualmente a partir de marzo de 2021. Sin embargo, en enero de 2021 se anunció la suspensión de las operaciones de larga distancia del Grupo Norwegian.
| Países         | Destinos        | Aeropuertos                                           | Notas      |
| -------------- | --------------- | ----------------------------------------------------- | ---------- |
| Argentina      | Buenos Aires    | Aeropuerto Internacional Ministro Pistarini           |            |
| Brasil         | Río de Janeiro  | Aeropuerto Internacional de Galeão                    |            |
| Reino Unido    | Londres         | Aeropuerto de Londres-Gatwick                         | HUB        |
| Singapur       | Singapur        | Aeropuerto Internacional de Singapur                  |            |
| Estados Unidos | Austin          | Aeropuerto Internacional de Austin-Bergstrom          | Estacional |
| Estados Unidos | Boston          | Aeropuerto Internacional Logan                        |            |
| Estados Unidos | Chicago         | Aeropuerto Internacional O'Hare                       | Estacional |
| Estados Unidos | Denver          | Aeropuerto Internacional de Denver                    | Estacional |
| Estados Unidos | Fort Lauderdale | Aeropuerto Internacional de Fort Lauderdale-Hollywood |            |
| Estados Unidos | Las Vegas       | Aeropuerto Internacional Harry Reid                   |            |
| Estados Unidos | Los Ángeles     | Aeropuerto Internacional de Los Ángeles               |            |
| Estados Unidos | Miami           | Aeropuerto Internacional de Miami                     |            |
| Estados Unidos | Nueva York      | Aeropuerto Internacional John F. Kennedy              |            |
| Estados Unidos | Oakland         | Aeropuerto de Oakland de la Bahía de San Francisco    |            |
| Estados Unidos | Orlando         | Aeropuerto Internacional de Orlando                   |            |
| Estados Unidos | San Francisco   | Aeropuerto Internacional de San Francisco             |            |
| Estados Unidos | Seattle         | Aeropuerto Internacional de Seattle-Tacoma            | Estacional |
| Estados Unidos | Tampa           | Aeropuerto Internacional de Tampa                     |            |

## Flota histórica

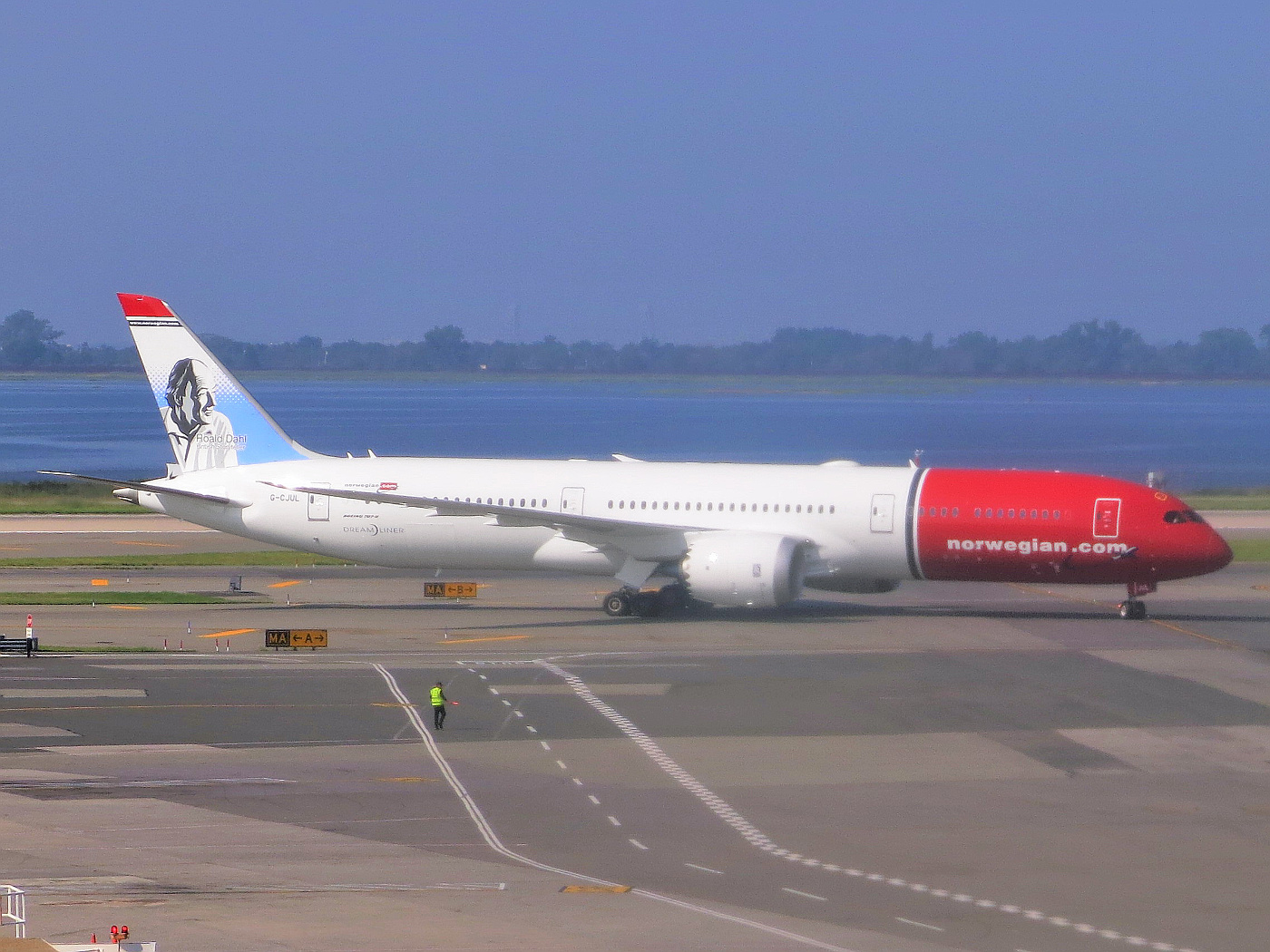
Boeing 787-9 Dreamliner G-CJUL (Roald Dahl) taxeando en John F Kennedy International Airport

La aerolínea durante su existencia operó las siguientes aeronaves:
| Aeronaves               | Total | Introducido | Retirado | Matrículas |
| ----------------------- | ----- | ----------- | -------- | --- |
| Boeing 737-800          | 1     | 2015        | 2019     | G-NRWY |
| Boeing 777-200          | 1     | 2019        | 2019     | EC-MUA (arrendado a Privilege Style) |
| Boeing 787-9 Dreamliner | 24    | 2016        | 2020     | G-CIXO, G-CJGI, G-CJUI, G-CJUL, G-CKHL, G-CKKL, G-CKLZ, G-CKMU, G-CKNA, G-CKNY, G-CKNZ, G-CKOF, G-CKOG, G-CKWA, G-CKWB, G-CKWC, G-CKWD, G-CKWE, G-CKWF, G-CKWN, G-CKWP, G-CKWS, G-CKWT y G-CKWU |